# Hyloscirtus armatus
Hyloscirtus armatus là một loài ếch trong họ Nhái bén.
Nó được tìm thấy ở Bolivia và Peru.
Môi trường sống tự nhiên của nó là các khu rừng vùng núi ẩm nhiệt đới hoặc cận nhiệt đới và sông. Loài này đang bị đe dọa do mất môi trường sống. Đây có thể là một phức hợp loài, bao gồm một số loài khác nhau.